# Obereopsis leptissima
Obereopsis leptissima är en skalbaggsart som beskrevs av Stefan von Breuning 1957. Obereopsis leptissima ingår i släktet Obereopsis och familjen långhorningar. Inga underarter finns listade i Catalogue of Life.